# Banu Djubar
El principat dels Banu Djubar fou el nom donat pels historiadors europeus medievals a un dels tres estats en què estava dividida la Cabília al començar el segle xvi. Estava format pels territoris de les tribus cabilenques de la costa a l'est de Bugia.
En aquest temps el seu xeic estava en relacions amb els espanyols de Bugia. Posteriorment va tenir relacions més o menys complexes amb els governants otomans d'Algèria. Ocasionalment va col·laborar amb els espanyols i va acollir a captius cristians fugitius. L'estat va desaparèixer al segle xvii.